# FM 30-31B
FM 30-31B (Field Manual 30-31B) er et påstået tillæg til den amerikanske hærs feltmanual, der dukkede op i 1970'erne. Feltmanualen skulle angiveligt vise, hvordan USA ville bruge venstreorienterede europæiske gruppers navn ved udførelse af terroraktioner i Vesteuropa, hvis USA's vesteuropæiske allierede ikke selv slog tilstrækkelig hårdt ned på venstreorienterede kredse. I Danmark bragte Dagbladet Information i flere tilfælde artikler om den påståede ægte feltmanual.
Ifølge både det amerikanske udenrigsministerium og det amerikanske Senats efterretningskomite er FM30-31B et falsum, fabrikeret af den sovjetiske efterretningstjeneste KGB. En KGB-afhopper bekræftede senere overfor den amerikanske kongres, at der var tale om et KGB-falsum. Forsvarets Efterretningstjeneste drog i 1976 ligeledes den konklusion, at FM30-31B var et falsum der skulle bruges i en disinformations-kampagne mod Vesten.
I efteråret 2014 blev Mitrokhin-arkivet gjort offentligt tilgængeligt i Churchill Archives Centre, Cambridge. Her hedder det om FM30-31B:
I juni-juli 1977 blev et dokument fra den amerikanske hær og et hemmeligt tillæg hertil, som specielt var fabrikeret i KGB, placeret hos ledende kredse i en række stater, i hvilket afsløres konkrete metoder og former for USA's indblanding i andre landes indre anliggender, herunder omstyrtelse af regimer, som ikke passer amerikanerne. 
Aktionen fremkaldte en negativ reaktion fra kendte personer i Venezuela, Argentina og Panama. De krævede lukning af de amerikanske militærmissioner. Aktionen fik også bred pressedækning i Spanien, Grækenland og Tyrkiet med krav om nødvendigheden af at afbryde samarbejdet med USA, samt negative reaktioner i Thailand og Filippinerne.
I juli 1977 blev udgivelse i Mexico af en månedlig bulletin påbegyndt, et af KGB kontrolleret trykt organ for en anti-imperialistisk bevægelse til forsvar for de latinamerikanske landes nationale rigdomme.